# Hyptis spicigera
Espèce
Hyptis spicigera est une espèce de plantes à fleurs de la famille des Lamiaceae.

## Distribution
Cette espèce est d'origine néotropicale.